# Соёмбо (символ)

Соёмбо (от санскр. स्वयंभू — «самозародившийся», письм. монг. ᠰᠣᠶᠤᠮᠪᠤ soyombu, soyongbu) — древний комплексный символ, восходящий к индо-буддийскому наследию. Он был популяризован в Монголии одним из самых значительных исторических деятелей страны, Дзанабадзаром в XVII веке и с тех пор воспринимался как символ монгольского народа. Дзанабадзар также ввёл данный символ в изобретённую им письменность соёмбо.
Соёмбо представляет собой композицию в форме колонны, в которой в схематическом виде представлена идея происхождения и действий монгольского народа и государства. Символ включает в себя ряд знаков, обозначающих целые понятия; эти знаки читаются сверху вниз. Элементы соёмбо в данном случае имеют толкование, присущее только соёмбо как государственному символу. В частности, два элемента, складывающиеся в круг в центре эмблемы, никогда не трактуются как «инь—ян», несмотря на внешнее сходство.
- Верх Соёмбо увенчан знаком огня, который для монголов традиционно означает рассвет и возрождение, а также продолжение и расширение рода. Три язычка пламени олицетворяют процветание народа в трёх временах — прошлом, настоящем и будущем.

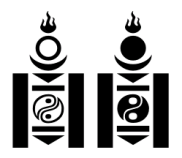
Соёмбо в двух вариантах, известных как часть одноимённой системы письма.

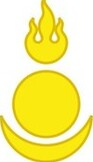
Бурятское соёмбо

- Ниже огня на эмблеме представлены солнце и луна — древние тотемы монголов, символизирующие свет и вечность. Старинное предание так говорит об этом: «Народ монгольский, чей отец — молодой месяц, а мать — золотое солнце».
- В центре Соёмбо изображён знак, похожий на «инь—ян». Он трактуется по-буддийски: как «рыбы, никогда не смыкающие глаз и служащие символами бдительности монгольского народа».
- Примыкающие к ним сверху и снизу прямоугольники, выражающие собой как бы ровную степь, означают прямоту, честность, открытость, благородство и справедливость. Эти прямоугольники равнозначны призыву: «Пусть всё, что вверху и внизу, честно служит народу».
- Два вертикальных прямоугольника по сторонам всей эмблемы символизируют крепостные стены и выражают мысль о том, что два друга сильнее любых укреплений.
- Верхний и нижний треугольники — это боевые символы: по монгольским воззрениям, повёрнутое вниз остриё выступает как предупредительный знак для врагов внешних (нижний треугольник) и внутренних (верхний треугольник).

Золотой цвет Соёмбо — символ неизменности и постоянства, а вся в целом эмблема является национальным олицетворением свободы и независимости.
В годы Монгольской Народной Республики (1924—1992) к описанному составу эмблемы добавлялась сверху пятиконечная «путеводная» звезда.
Три верхних символа Соёмбо — огонь, солнце и луна — являются общими также для государственной и национальной символики бурят России и монголов Внутренней Монголии.

## Юникод
В Юникоде символ соёмбо был закодирован в версии 10.0 в трёх вариантах.

## Галерея

Флаг Монголии
флаг Монгольской Народной Республики 1944-1992
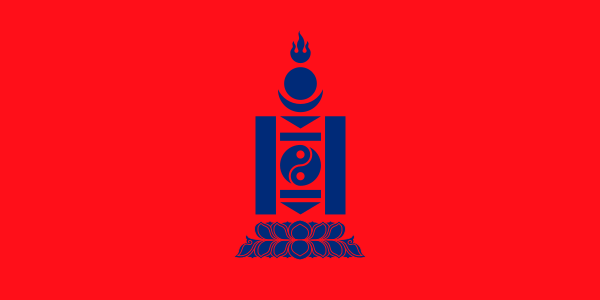
Ошибочный флаг Монгольской Народной Республики 1924-1930
Флаг Народной Республики Внутренней Монголии 1945
Флаг Монголии периода ограниченной монархии 1921-1924
Флаг Бурятии
Флаг Агинского Бурятского автономного округа
Флаг Народной партии Внутренней Монголии
Флаг Монгольской империи